# 1589 az irodalomban
Az 1589. év az irodalomban.

## Új művek

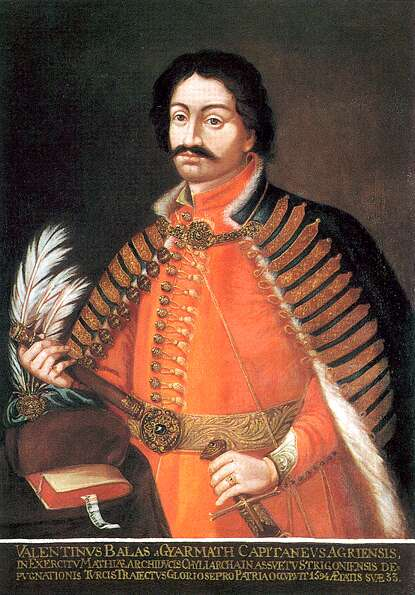
Balassi Bálint

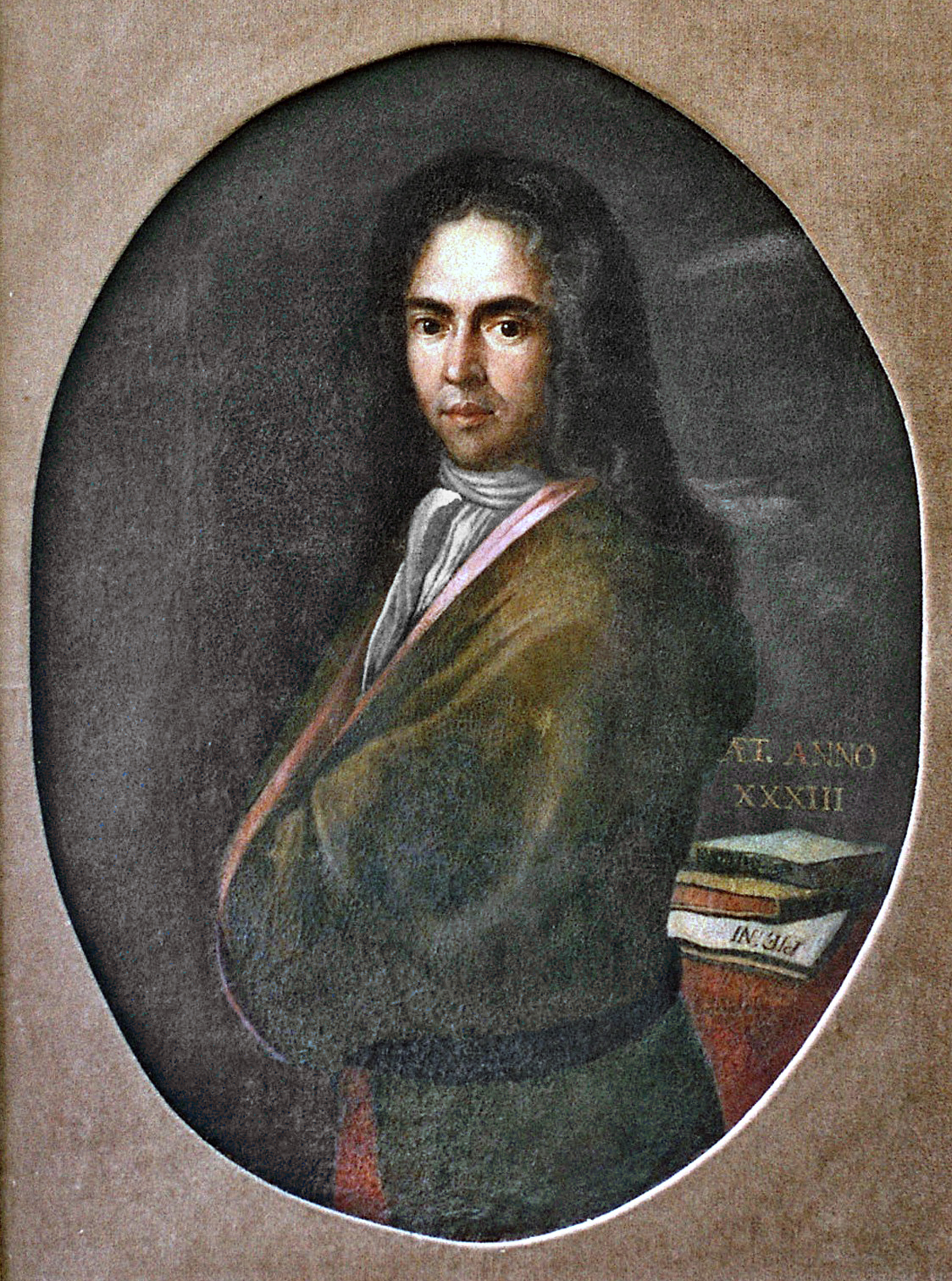
Ivan Gundulić

- Balassi Bálint ebben az évben írja Szép magyar comoediáját. Ekkoriban születik több nagy verse: Búcsúja hazájától; Hogy Júliára talála…; Egy katonaének. (Nyomtatásban nem jelentek meg.)
- Megjelenik George Puttenham angol író és kritikus költészetelmélete: The Arte of English Poesie (Angol ars poetica).[1]

## Születések
- január 8. – Ivan Gundulić horvát (raguzai) költő, drámaíró, a délszláv barokk egyik legnagyobb egyénisége († 1638)[2]
- 1589 – Geleji Katona István, a református egyházi irodalom jeles képviselője, rektor az erdélyi fejedelmek udvarában († 1649)

## Halálozások
- március 23. – Martin Cromer (Marcin Kromer) lengyel püspök, teológus, történetíró (* 1512)
- augusztus 31. – Jurij Dalmatin szlovén protestáns teológus, író, az első teljes szlovén nyelvű Biblia-fordítás megalkotója (* 1547 körül)
- szeptember 19.– Jean-Antoine de Baïf francia költő, a Pléiade költői csoport tagja (* 1532)